# Château du Boschet
Le château du Boschet est situé sur la commune de Bourg-des-Comptes en Ille-et-Vilaine.

## Histoire
La seigneurie de Boschet a été érigée en vicomté, par lettres patentes de juillet 1608 par le roi Henri IV en faveur d'Auffrey de Lescoët, président de la Chambre des comptes de Bretagne.
Pierre de Lescouët, vicomte du Boschet, membre du parlement de Bretagne et grand chambellan de Philippe d'Orléans, frère du Roi Louis XIV, fait édifier le château de 1660 à 1680, à l’emplacement d’un ancien manoir dans une boucle de la Vilaine. Le château passe ensuite à la famille Magon de La Gervaisais, puis aux Le Fer de La Gervinais et aux Brossay Saint-Marc dont notamment le cardinal et premier archevêque de Rennes, Godefroy Brossay-Saint-Marc. Il passa ensuite à la famille Legeard de La Diriays en 1883.
Le château est entièrement classé Monument historique en 2011.

## Architecture
Le château Boschet se compose d'un bâtiment principal, recouvert d'un toit en mansarde, flanqué de quatre tours carrées, et abrite une chapelle du XVIIe siècle. Le château conserve également ses jardins à la française, probablement œuvre de disciples d'André Le Nôtre, d'où son surnom de « Versailles breton ».

## Galeries

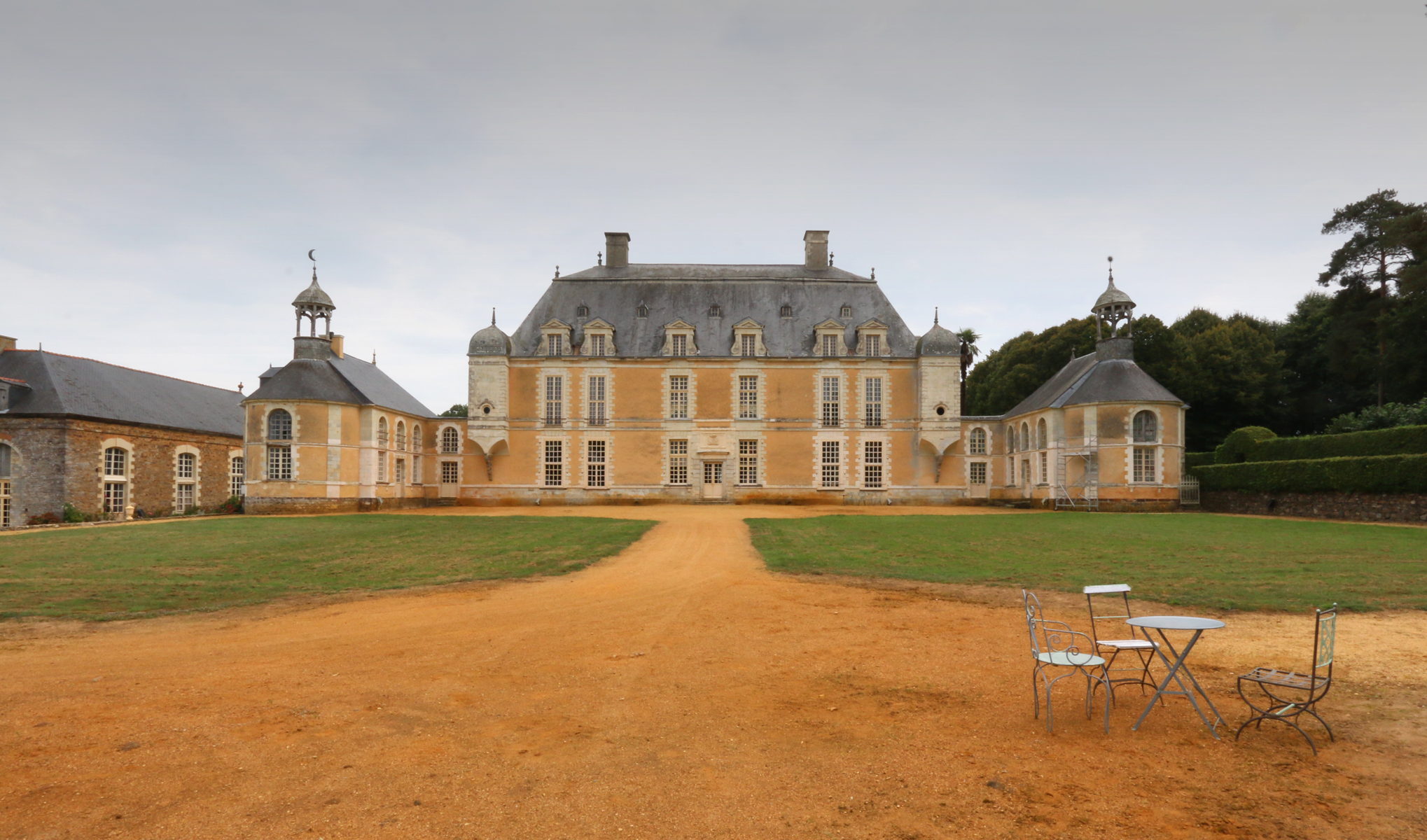
Façade ouest.
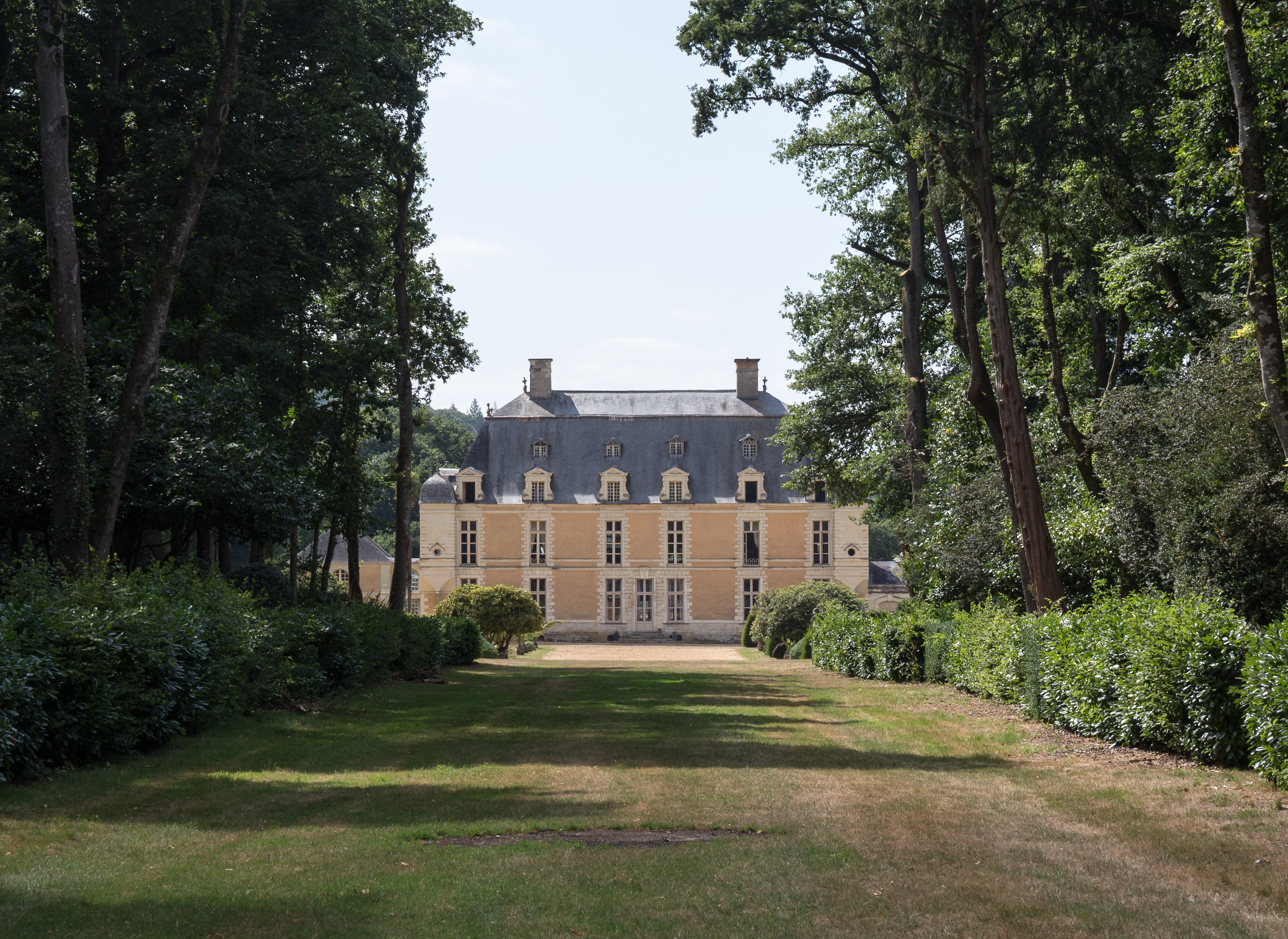
Le château vu du parc.
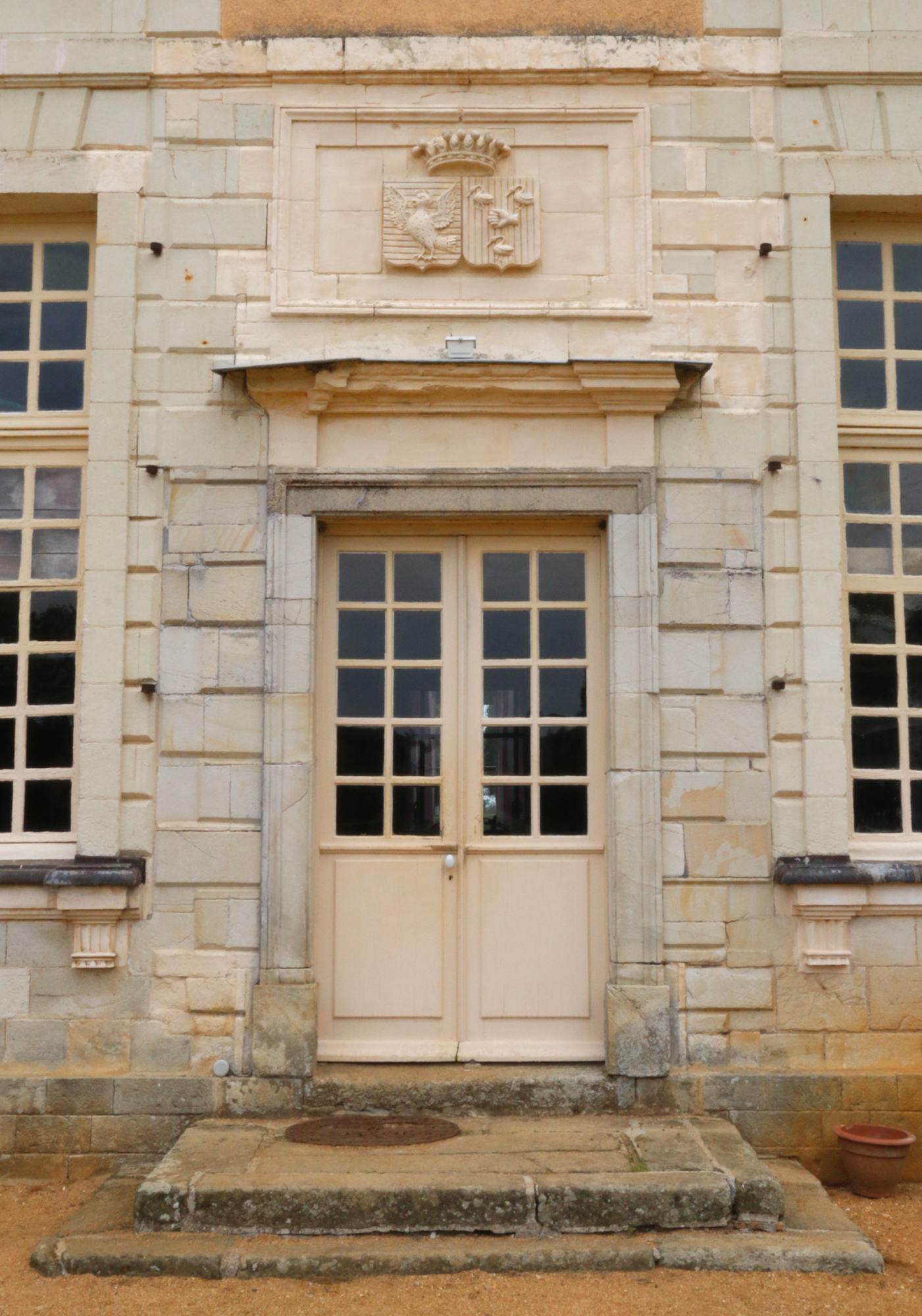
La porte d'entrée du château.
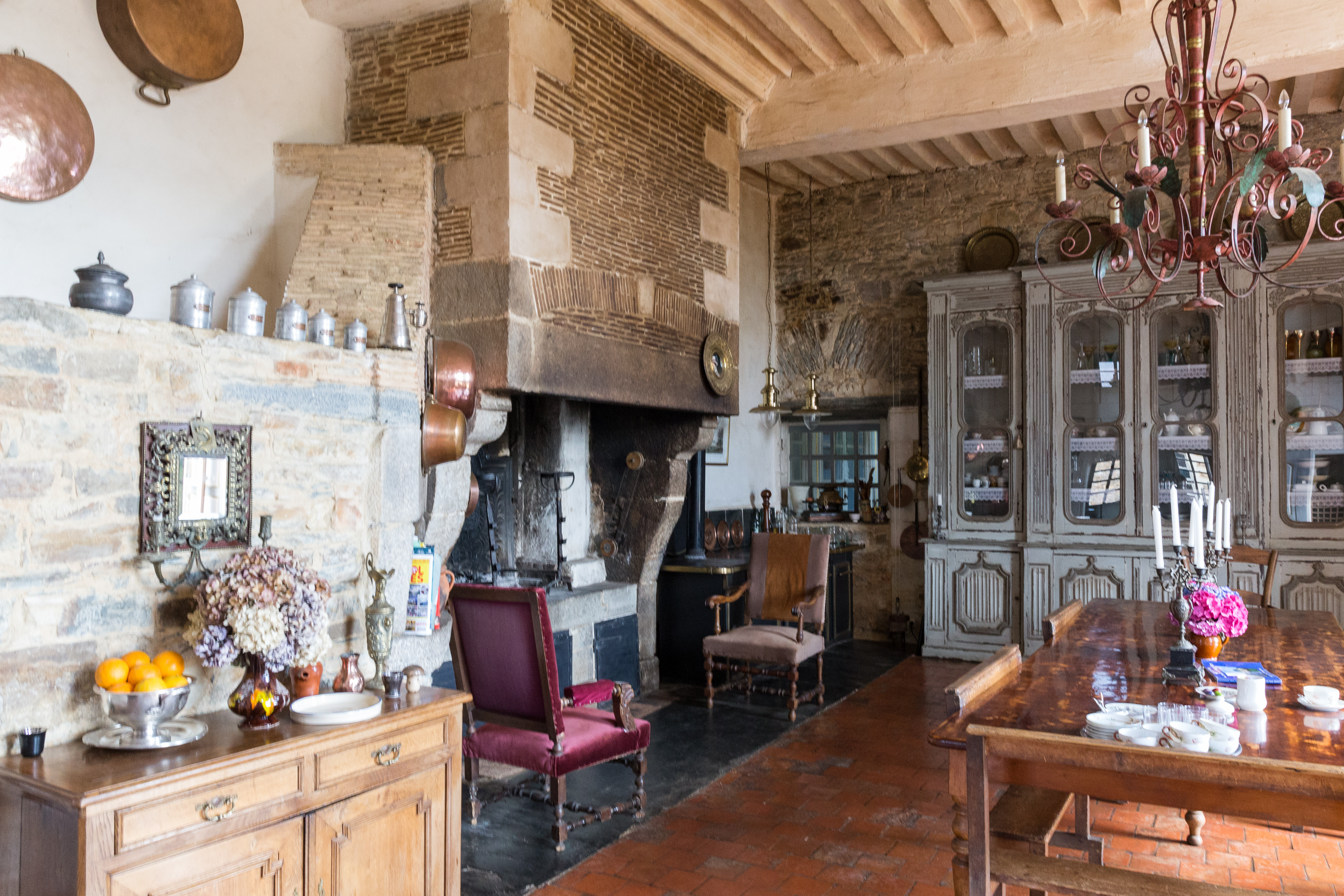
La cuisine.
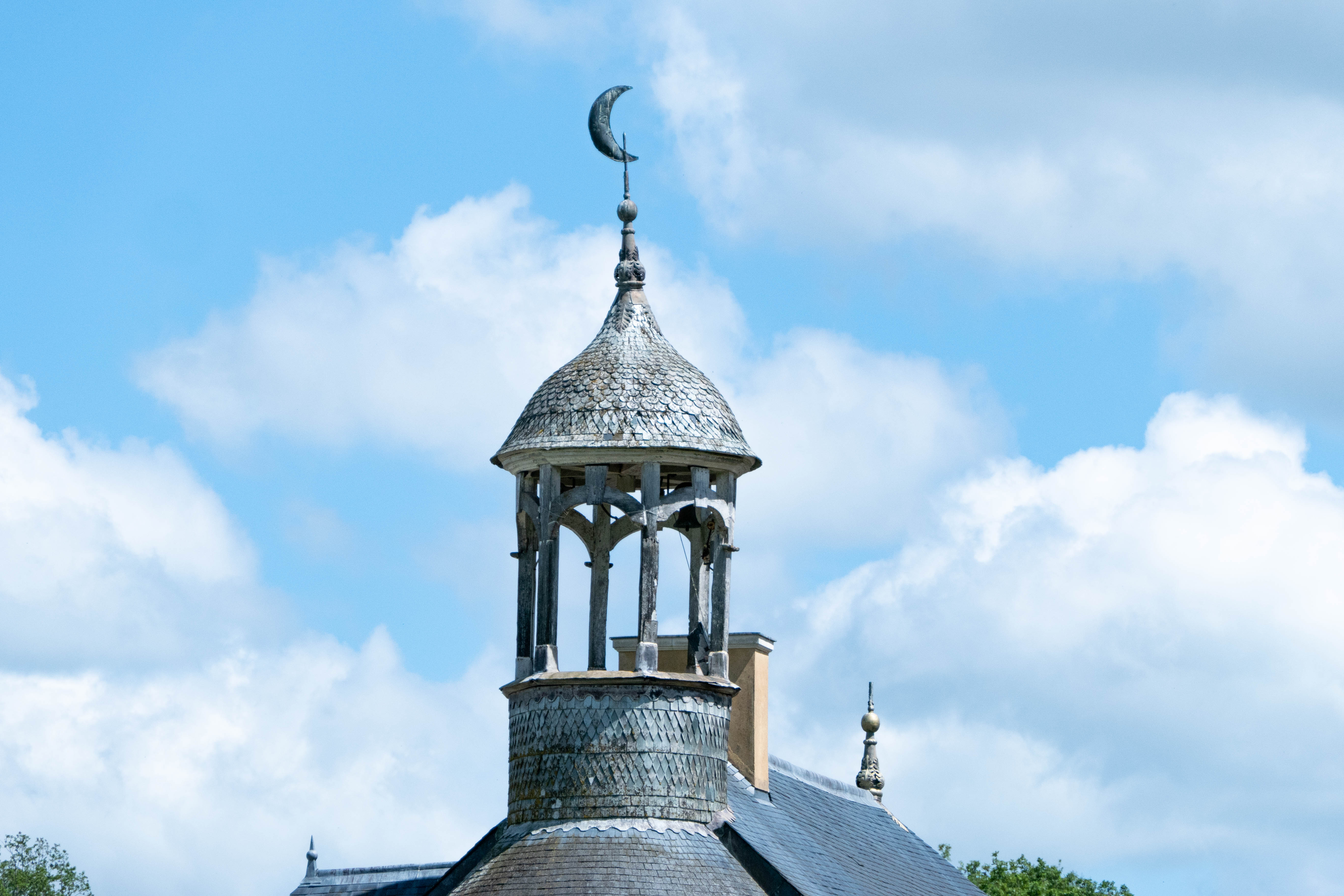
Clocher nord.
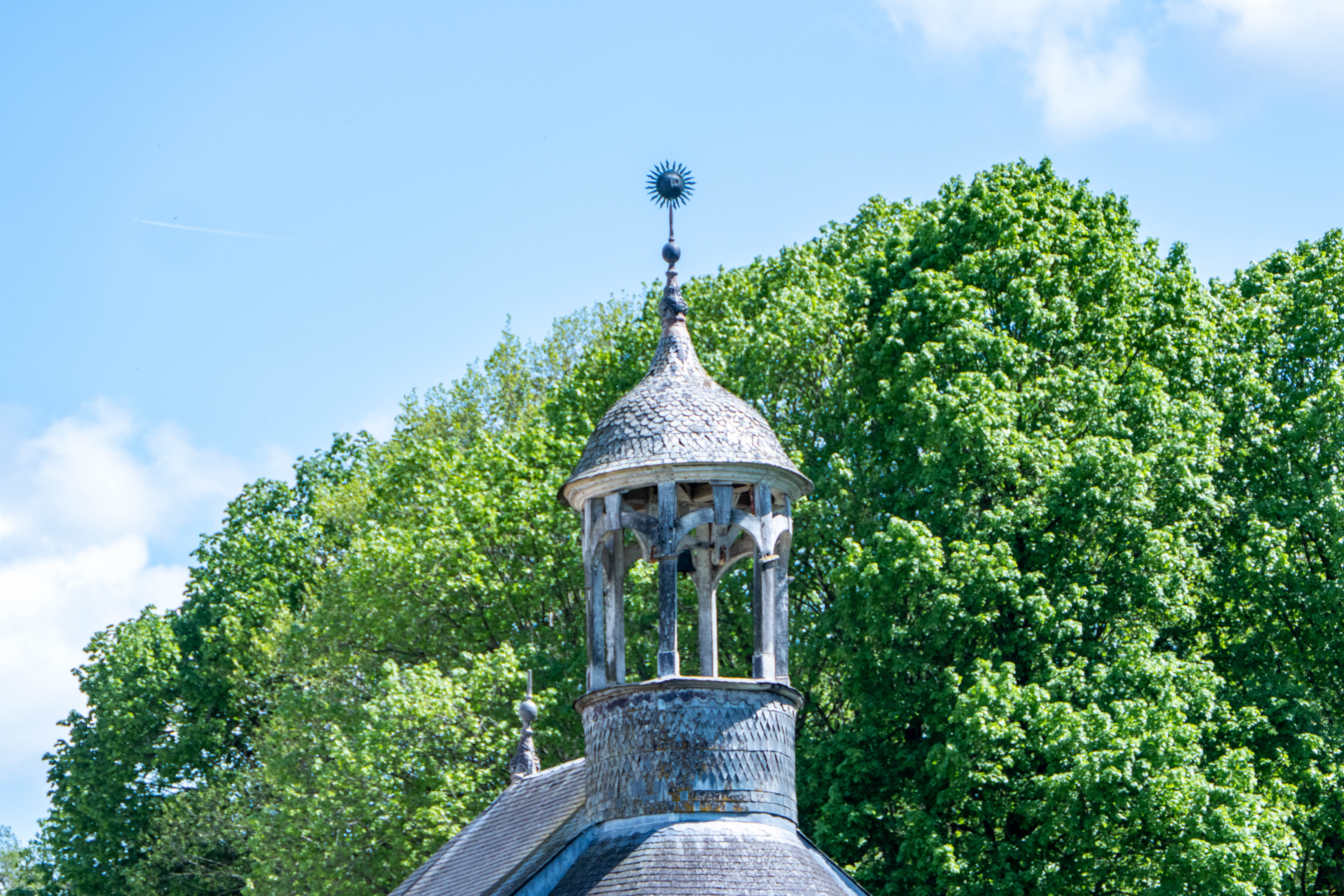
Clocher sud.